# العلاقات بين أوكرانيا وجنوب إفريقيا
العلاقات بين أوكرانيا وجنوب أفريقيا هي العلاقات الثنائية بين أوكرانيا وجنوب أفريقيا. افتتحت جنوب أفريقيا سفارة في كييف عام 1992، بينما افتتحت أوكرانيا سفارة في بريتوريا عام 1995.
حلّت جنوب أفريقيا في المرتبة الثانية (بعد غانا) على مستوى الدول الأفريقية من حيث كمية المنتجات التي تصدرها أوكرانيا إليها لعام 2008. ونمت التجارة بين البلدين في هذا العام بمقدار 5.4 أضعاف لتصل إلى 375.1 مليون دولار.

## وصلات خارجية
- وزارة الخارجية الجنوب أفريقية - حول العلاقات مع أوكرانيا (بالإنجليزية)
- السفارة الأوكرانية في بريتوريا (بالإنجليزية)